# Leptodactylus cunicularius
Leptodactylus cunicularius é uma espécie de anfíbio  da família Leptodactylidae.
É endémica do Brasil.
Os seus habitats naturais são: savanas húmidas, matagal húmido tropical ou subtropical, campos de gramíneas de baixa altitude subtropicais ou tropicais sazonalmente húmidos ou inundados, rios, pântanos, marismas intermitentes de água doce e pastagens.
Está ameaçada por perda de habitat.